# Bernardo Kastrup
Bernardo Kastrup (Niterói, 21 oktober 1974) is een Nederlandse filosoof en computerwetenschapper. 
Kastrup is bekend om zijn werk over bewustzijn, vooral door zijn idee van analytisch idealisme, en stelt dat het materialisme – het idee dat de werkelijkheid alleen bestaat uit materie en er geen God, ziel of vrije wil is – niet klopt. Hij wijst op dingen in de kwantumfysica die tegen de gebruikelijke intuïtie ingaan, zoals het feit dat deeltjes op manieren met elkaar verbonden zijn die we niet fysiek kunnen verklaren. Hij trekt parallelle lijnen tussen zijn visie en mystieke of religieuze ervaringen, en beschouwt het materialisme als een belemmering voor een dieper begrip van het menselijk bestaan.

## Opleiding
Kastrup behaalde een doctoraat in de computerwetenschappen, met als specialisatie computerarchitectuur, hardware, software en artificiële intelligentie. Daarnaast behaalde hij een tweede doctoraat in de filosofie, met de nadruk op ontologie en de filosofie van de geest.

## Filosofie

### Vrije wil
Volgens veel neurowetenschappers zou vrije wil feitelijk een illusie zijn, omdat de menselijke hersenen al actief zijn vóór een bewuste keuze. Kastrup gelooft daarentegen niet dat materie (zoals het fysieke brein) ten grondslag ligt aan bewustzijn, maar dat de relatie juist andersom is: bewustzijn zou de basis van alles vormen.

### Werkelijkheid
Volgens Kastrups filosofie bestaat de werkelijkheid dus niet uit materie, maar uit bewustzijn. Alles wat rechtstreeks waarneembaar is, zou een verschijningsvorm zijn van één groot, universeel bewustzijn. De materiële wereld, zoals wij die waarnemen, zou daarin slechts een afbeelding zijn van een diepere geestelijke werkelijkheid. Het bewustzijn van de mens zou geen product van het menselijk brein zijn, maar dat brein zou juist uit het bewustzijn voortkomen. Hieruit volgt dat als basisbestanddelen van de materie zoals moleculen en atomen, evenals objecten zoals sterren, stenen en bomen, niet zouden worden waargenomen en gemeten, deze volgens Kastrups visie niet bestaan.

### Bewustzijn
Als individuen zouden mensen tijdelijke afsplitsingen (dissociaties) zijn van het ene universele bewustzijn. Kastrup suggereert dat er een opvallende overeenkomst bestaat tussen de manier waarop onze psyche zich verhoudt tot het bewustzijn, en de toestand van mensen met een dissociatieve identiteitsstoornis. Bij deze stoornis heeft een persoon verschillende persoonlijkheden of 'alters', waarvan sommige zich bewust zijn van elkaar en andere niet. Elk van deze alters heeft zijn eigen herinneringen en karaktereigenschappen. Kastrup stelt de gedachte voor dat dit fenomeen, dat normaal gesproken op individueel niveau voorkomt, misschien wel op een kosmisch niveau zou kunnen plaatsvinden. Dit zou betekenen dat mensen mogelijk verschillende alters zijn van één groter, universeel bewustzijn. Elk van ons zou dan een unieke blik op de wereld en een ander lichaam hebben, maar samen maken we deel uit van hetzelfde bewustzijn.

### De dood
Na de dood zouden mensen terugkeren naar dat geheel. Alle herinneringen, gedachten en ervaringen zouden dan deel worden van dat universele bewustzijn. Volgens Kastrup maakt de dood dus geen einde aan het bewustzijn, maar vormt het een overgang naar een bredere, meer verbonden vorm van bewustzijn – het einde van de dissociatie.

## Boeken
Kastrup heeft veel boeken en wetenschappelijke artikelen geschreven waarin hij het fysicalisme – het idee dat alles uiteindelijk materieel is – bekritiseert en pleit voor het standpunt dat bewustzijn de basis van de werkelijkheid vormt. Hieronder een overzicht van zijn boeken.
- Meaning in Absurdity: What Bizarre Phenomena Can Tell Us About the Nature of Reality (2011), ISBN 9781846948596
- Dreamed Up Reality: Diving into the Mind to Uncover the Astonishing Hidden Tale of Nature (2011), ISBN 978-1846945250
- Rationalist Spirituality: An exploration of the meaning of life and existence informed by logic and science (2011), ISBN 9781846944079
- Why Materialism Is Baloney: How True Skeptics Know There Is No Death and Fathom Answers to Life, the Universe, and Everything (2014), ISBN 9781782793625
- Brief Peeks Beyond: Critical Essays on Metaphysics, Neuroscience, Free Will, Skepticism and Culture (2015), ISBN 9781785350184
- More Than Allegory: On Religious Myth, Truth and Belief (2016), ISBN 9781785352874
- The Idea of the World: The – A multi–disciplinary argument for the mental nature of reality (2019), ISBN 9781785357398
- Decoding Schopenhauer's Metaphysics: The key to understanding how it solves the hard problem of consciousness and the paradoxes of quantum mechanics (2020), ISBN 9781789044263
- Science Ideated: The fall of matter and the contours of the next mainstream scientific worldview (2021), ISBN 9781789046687
- Decoding Jung's Metaphysics: The archetypal semantics of an experiential universe (2021), ISBN 9781789045659
- Analytic Idealism in a Nutshell: A straightforward summary of the 21st century's only plausible metaphysics (2024), ISBN 9781803416694